# لويس سيلفيو روجاس
لويس سيلفيو روجاس (بالإسبانية: Luis Silvio Rojas)‏ هو لاعب كرة قدم تشيلي في مركز الوسط ، ولد في 5 أبريل 1954 في سان برناردو في تشيلي. شارك مع منتخب تشيلي لكرة القدم. أما مع النوادي، فقد لعب مع يونيون إسبانيولا.

## وصلات خارجية
- لويس سيلفيو روجاس على موقع ناشيونال فوتبول تيمز (الإنجليزية)
- لويس سيلفيو روجاس على موقع عالم كرة القدم.نت (الإنجليزية)